# NGC 1428

NGC 1428

NGC 1428 في الفهرس العام الجديد، هي مجرة، تقع في كوكبة الكور. اكتشفت في 19 يناير 1865 بواسطة يوهان فريدريش يوليوس شميدت.

## روابط خارجية
- NGC 1428 على موقع ويكي سكاي: DSS2, SDSS, GALEX, IRAS, Hydrogen α, X-Ray, Astrophoto, Sky Map, Articles and images